# 1994年至1995年英格蘭足總盃
1994/95球季英格蘭足總盃（英語：FA Cup），是第114屆英格蘭足總盃，今屆賽事的冠軍是愛華頓，他們在決賽以1:0擊敗曼聯，奪得冠軍。
愛華頓在決賽小勝一球，擊敗衛冕冠軍曼聯。

## 外部連結
1. 英格蘭足總盃官網Archive-It的存檔，存档日期2012-04-24
2. 英格蘭足總盃 歷屆冠軍（页面存档备份，存于）